# Airaphilus serricollis
Airaphilus serricollis es una especie de coleóptero de la familia Silvanidae.

## Distribución geográfica
Habita en Indonesia.